# Aillac
Située dans le sud-est du département de la Dordogne, Aillac est une ancienne commune française qui a existé jusqu'en 1960. Depuis, elle est intégrée à la commune de Carsac-Aillac.

## Histoire
Aillac est une commune française créée à la Révolution.
Le 1er janvier 1961, elle fusionne avec celle de Carsac-de-Carlux qui prend alors le nom de Carsac-Aillac. 

## Démographie
| 1793 | 1800 | 1806 | 1821 | 1831 | 1836 | 1841 | 1846 | 1851 |
| ---- | ---- | ---- | ---- | ---- | ---- | ---- | ---- | ---- |
| 300  | 216  | 328  | 362  | 380  | 280  | 333  | 299  | 324  |

| 1856 | 1861 | 1866 | 1872 | 1876 | 1881 | 1886 | 1891 | 1896 |
| ---- | ---- | ---- | ---- | ---- | ---- | ---- | ---- | ---- |
| 308  | 300  | 282  | 291  | 291  | 413  | 322  | 274  | 235  |

| 1901 | 1906 | 1911 | 1921 | 1926 | 1931 | 1936 | 1946 | 1954 |
| ---- | ---- | ---- | ---- | ---- | ---- | ---- | ---- | ---- |
| 220  | 217  | 189  | 158  | 159  | 151  | 148  | 154  | 127  |